# 程华明
程华明（1917年—？），男，广东香山人，中国发动机制造技术和管理专家，曾任黎明发动机制造公司总工程师。